# Charles Homer Haskins
Charles Homer Haskins (* 21. Dezember 1870 in Meadville (Pennsylvania); † 14. Mai 1937 in Cambridge (Massachusetts)) war ein amerikanischer Mediävist und Präsidentenberater.

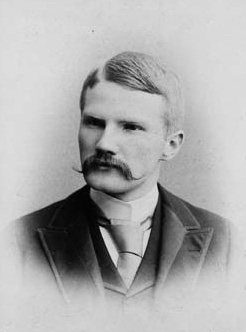
Charles Homer Haskins

## Leben und Wirken
Nach dem Besuch des Allegheny College in seiner Heimatstadt studierte Charles Haskins an der Johns Hopkins University in Baltimore und erlangte 1887 den Bachelor. Nach weiterführenden Studien in Baltimore und an den Universitäten in Paris und Berlin wurde er 1890 Ph. D. und Lecturer an der Johns Hopkins. Von 1892 bis 1902 lehrte er als Professor für Geschichte an der University of Wisconsin. Seit 1902 wirkte er an der Harvard University, zuletzt als Henry Charles Lea Professor of Medieval History. Von 1908 bis 1924 war er Dekan der Graduate School of Arts and Sciences. 1931 schied er aus Gesundheitsgründen aus dem aktiven Dienst.
Zu den Hauptthemen seiner Forschungen gehörten die normannischen Staatsgründungen in England und Sizilien, die lateinischen Übersetzungen aus dem Griechischen und Arabischen am normannischen Königshof in Palermo und die Geschichte der Universitäten. Von nachhaltiger Wirkung war seine Vorstellung von der Renaissance des 12. Jahrhunderts, die er aus seinen Studien über die Übersetzungen antiker Autoren entwickelte.
Charles H. Haskins, der als einer der ersten US-amerikanischen Mediävisten gilt, war auch in Wissenschaftsorganisationen tätig. Von 1920 bis 1926 war er der erste Chairman des American Council of Learned Societies, 1922 auch Präsident der American Historical Association. Er gehörte zu den Gründern der Medieval Academy of America, deren zweiter Präsident er 1926/1927 war.
Präsident Woodrow Wilson, den Haskins seit der Studienzeit kannte, berief ihn 1917 in sein Beratergremium „The Inquiry“, das Konzeptionen für die Friedensordnung nach dem Ende des Weltkriegs entwickeln sollte. Bei der Pariser Friedenskonferenz war Haskins Leiter der für Westeuropa zuständigen Sektion der US-amerikanischen Delegation. Gemeinsam mit Robert H. Lord, der die für Osteuropa zuständige Abteilung leitete, veröffentlichte er 1920 eine Serie von Vorträgen, die ihre Eindrücke von den Verhandlungen schilderten, unter dem Titel Some Problems of the Peace Conference.
Sein schriftlicher Nachlass, die Charles Homer Haskins Papers, stehen in der Princeton University Library der Forschung zur Verfügung. Sie enthalten auch Aufzeichnungen über seine Tätigkeit bei der Pariser Friedenskonferenz.

## Ehrungen
Zahlreiche europäische und amerikanische Universitäten verliehen Haskins die Würde eines Ehrendoktors. 1913 wurde er in die American Academy of Arts and Sciences gewählt. Seit 1921 war er Mitglied der American Philosophical Society. 1926 wurde er korrespondierendes Mitglied der British Academy und 1927 auswärtiges Mitglied (associé étranger) der Académie des Inscriptions et Belles-Lettres. Die Académie royale des Sciences, des Lettres et des Beaux-Arts de Belgique nahm ihn 1928 als assoziiertes Mitglied auf.
Im Mai 1982 wurde die Charles Homer Haskins Society for Viking, Anglo-Saxon, Anglo-Norman and Angevin History gegründet, unter maßgeblicher Beteiligung von C. Warren Hollister. Die Gesellschaft hält alljährlich im November an der Georgetown University eine Konferenz ab und beteiligt sich bei der Organisation von Sektionen bei den Mediävistenkongressen in Kalamazoo und Leeds. Als Publikationen betreut sie das The Haskins Society Journal: Studies in Medieval History und einen dreimal jährlich erscheinenden Newsletter unter dem Titel The Anglo-Norman Anonymous.
Seit 1983 veranstaltet der American Council of Learned Societies unter dem Thema „A Life of Learning“ die Charles Homer Haskins Prize Lectures.
1986 errichtete die Johns Hopkins University zu Ehren ihres Absolventen den Charles Homer Haskins Chair in History.
Ihm zu Ehren benannte die Medieval Academy of America ihren wichtigsten Preis als Haskins Medal.

## Schriften (Auswahl)
- The Normans in European History. 1915.
- Norman Institutions. 1918 als PDF (16,4 MB)
- The Renaissance of the Twelfth Century. Harvard University Press, Cambridge/London 1927.
- Studies in the History of Mediaeval Science. Harvard University Press, Cambridge, Massachusetts / London 1924; Neudruck New Yorl 19660.